# 학습객체
학습 객체(Learning Object: LO)는 명확한 교수∙학습 목표를 가진 콘텐츠로, 독립적이고 재사용 가능한 최소 단위의 디지털 콘텐츠이다.

## 개요
학습객체는 '학습내용을 담은 가장 최소의 단위'로 학습자는 하나의 학습객체를 통해 개념, 원리 등과 같은 학습목표를 달성할 수 있다. 학습객체는 마치 낱낱의 레고 블록과 같아서, 레고 블록의 조립과정을 통해서 다양한 형태를 만들 수 있는 것처럼 학습객체의 조합에 따라 다양한 교육용 콘텐츠를 제작할 수 있다. 따라서 잘 제작된 학습객체는 폭넓게 재사용할 수 있는 디지털 자원으로서의 의미를 가진다.

### 재사용성
교육용 콘텐츠의 도입, 전개, 정리의 각 단계가 통합적으로 구성되어 있을 경우 해당 학년, 단원 이외의 영역에서는 활용이 곤란한 측면이 있다. 그러나 교육용 콘텐츠가 레고 블록처럼 작은 단위로 쪼개져 있을 경우, 즉 동기유발 부분, 학습활동1, 학습활동2, 정리 부분 등으로 구분되어 제작되었을 경우라면 별개의 학습목표에 대해서도 관련성 정도에 따라 충분히 재구성하여 사용할 수 있다.
학습객체를 재사용한다는 의미는 메타데이터 검색을 통해 새롭게 구성하려는 학습과정과 관련된 학습객체를 찾아내고, 이를 적절히 계열화하여 그 전과 별개의 학습과정을 구성하는 것을 말한다. 이러한 학습객체의 재사용은 이러닝 산업에서 유사한 콘텐츠 개발에 드는 낭비적 요인을 줄이고, 기회비용을 질 향상으로 유도하는 긍정적인 측면이 있다.

## 같이 보기
- 학습객체 메타데이터(Learning Object Metadata: LOM)